# Плимут (Тринидад и Тобаго)
Плимут (англ. Plymouth) — деревня в уорде Тобаго одноимённого острова в Тринидаде и Тобаго. Территориально находится в приходе Сент-Дэвид.

## История
Плимут — первое европейское поселение на острове, было создано переселенцами из Курляндии (ныне западная часть Латвии), затем заселено голландцами и англичанами.

## Население
По данным на 9 января 2011 года в деревне проживали 1921 человек: мужчин — 612, женщин — 581.
На 15 мая 2000 года население составляло 994 человека.

## Достопримечательности
В деревне находится Форт Джеймс — старейшее укрепление на острове, датируемое 1650 годом.
Есть надгробная плита на могиле некоего африканского раба и его ребёнка.
На побережье находится Черепаховый пляж.